# Ženšen
Ženšen ili Ginseng je promoviše adaptogen (proizvod koji povećava telesnu otpornost na stres). To tvrdnja je u izvesnoj meri podržana njegovim antikarcinogenim i antioksidansnim svojstvima. Takođe je poznato da ženšen sadrži fitoestrogene.